# Папіно (Бабаєвський район, Борисовське сільське поселення)
Папіно — присілок в Бабаєвському районі Вологодської області Росії.
Входить до складу Борисовського сільського поселення (з 1 січня 2006 року по 13 квітня 2009 року входила в Новолукінське сільське поселення).
Відстань по автодорозі до районного центру Бабаєво — 75 км, до центру муніципального утворення села Борисово-Судське по прямій — 5 км. Найближчі населені пункти — с. Афанасьєвська, с. Судаково, с. Третяковська. Станом на 2002 рік проживало 7 чоловік.